# 2525 O'Steen
2525 O'Steen је астероид главног астероидног појаса чија средња удаљеност од Сунца износи 3,142 астрономских јединица (АЈ).
Апсолутна магнитуда астероида је 10,5.